# Illuminato Peri
Illuminato Peri (Collesano, 17 settembre 1925 – Palermo, 18 settembre 1996) è stato uno storico italiano.

## Biografia
Storico  e docente dell'Università di Palermo, la sua ricerca storiografica prese avvio negli anni Cinquanta, e, per molti aspetti, può essere inserita nella fortunata stagione storiografica dalla scuola economico-giuridica.

### Opere
- La questione delle colonie lombarde di Sicilia, BSBS 57, 3-4 (1959), pp. 3–30
- Sicilia musulmana: la conquista, 1961
- Sicilia normanna, 1962
- Storia e storiografia (Avviamento agli studi storici), U. Manfredi Editore, 1970
- Michele Amari, Editore Guida, 1976
- Uomini, città e campagne in Sicilia dall'XI al XIII secolo, Laterza, 1978
- La Sicilia dopo il Vespro. Uomini, città e campagne, 1282–1376, Laterza, 1982